# Fusillades du Marillais
Les Fusillades du Marillais désigne l'exécution de plusieurs centaines de Vendéens par l'armée républicaine lors de la guerre de Vendée. Elles ont lieu de novembre 1793 à avril 1794, pendant la Terreur, au Marillais.

## Déroulement des exécutions
Les fusillades se déroulent dans une prairie, baptisée par la suite « Champs-des-Martyrs » dans la commune du Marillais, près de Saint-Florent-le-Vieil, plus précisément entre la chapelle Notre-Dame-du-Marillais et l'abbaye de Saint-Florent-le-Vieil, lieu où les prisonniers sont enfermés avant leur exécution.
Deux fusillades majeures sont distinguées, la première les 23 et 24 décembre 1793, la seconde le 25 mars 1794.
Les soldats chargés des exécutions font partie de la garnison de la ville de Saint-Florent-le-Vieil, commandée par le général Maximin Legros.
A contrario, un peu plus tôt, le 18 octobre 1793, 5 000 soldats républicains détenus comme prisonniers dans l'abbaye de Saint-Florent-le-Vieil furent graciés sur l'ordre de Charles de Bonchamps alors mourant. Le tombeau de Bonchamps, monument sculpté par David d'Angers en 1825, visible à l'intérieur de l'église de Saint-Florent, rend hommage au général vendéen pour cet acte.

## Témoignages

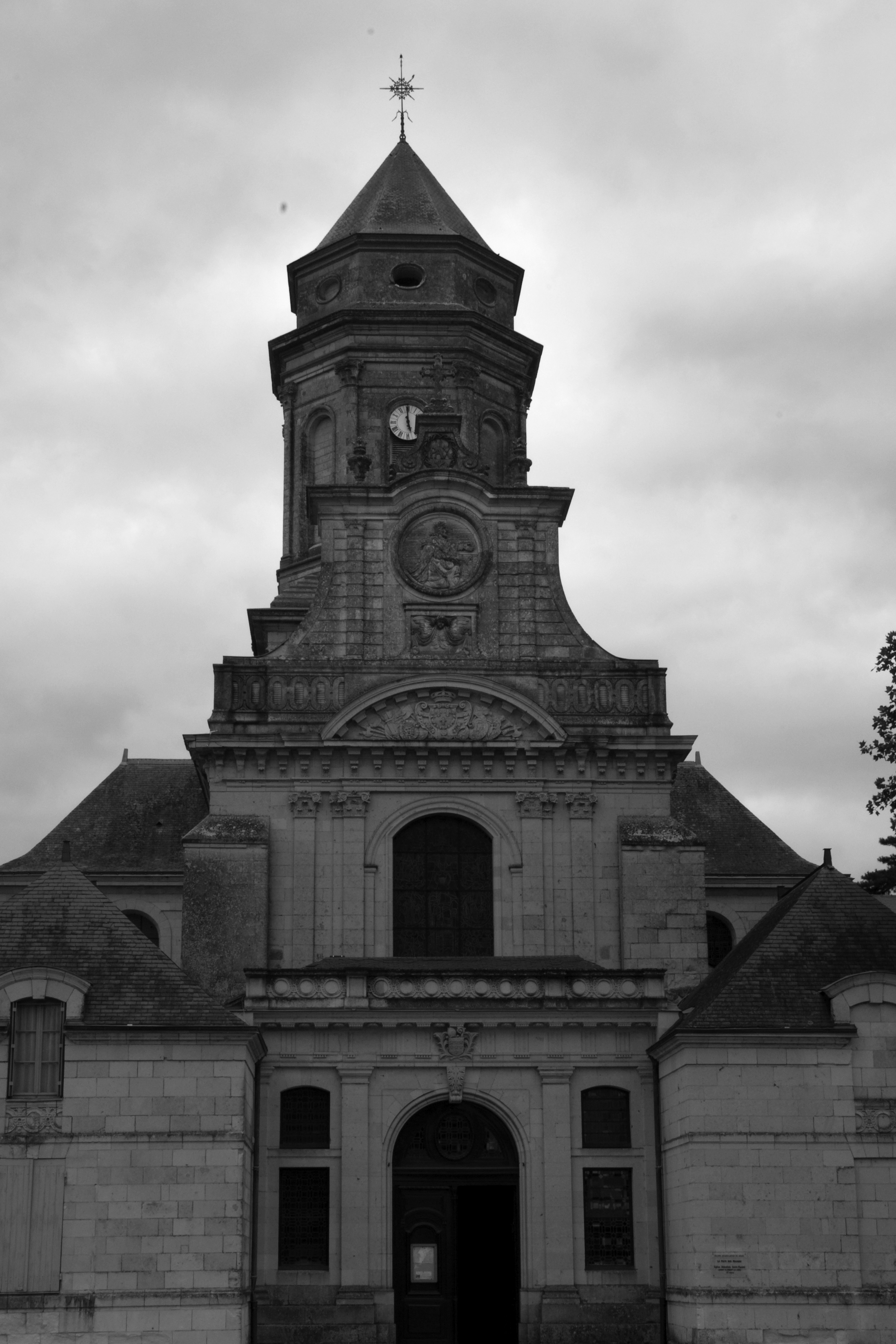
L'abbaye de Saint-Florent-le-Vieil

Un des survivants du massacre, Vallée, alors âgé de 20 ans,  laissa un témoignage de la fusillade du 25 mars 1794 :

« La vieille église des Bénédictins, celle même où Bonchamps mourant avait obtenu la grâce de cinq mille prisonniers, renfermait alors un millier de pauvres Vendéens. Dans cette foule qui allait mourir, plusieurs n'avaient pas mangé depuis la veille ; à demi-couchés sur la paille, les hommes gardaient le silence, mais les femmes et les enfants demandaient du pain à grands cris. 
- Taisez-vous, hurle tout à coup l'officier de garde, si vous ne voulez pas être fusillés sur le champ. Ne nous importunez pas par de pareilles clameurs ; dans mon pays, quand un boucher conduit un bœuf à l'abattoir, il ne le panse pas, il le tue !
Un éclat de rire féroce suivit ces horribles paroles ; il ne nous restait plus qu'à mourir avec résignation et courage (...) La nuit entière s'écoula ainsi en exhortations et en prières et, quand le jour parut, la mort n'avait rien qui nous effrayât.
Le général avait voulu lui-même présider au massacre. Il était venu de grand matin à la tête de la garnison en armes, et s'était fait suivre d'une charrette chargée de cordes. Liés deux à deux au sortir de l'église, attachés par un autre cordage qui servait de chaîne, les prisonniers étaient jetés ensuite au milieu des soldats et rangés en ordre sur la place. Plus de mille pauvres victimes, dont la moitié était des femmes et des enfants. Peu pressé de m'y adjoindre, je m'étais retiré dans le chœur et me trouvais ainsi un des derniers à sortir de l'église.
Dans ce même moment, les cordes manquaient aux bourreaux (...) Le tambour bat la charge, et toute la colonne se dirige sur la route du Marillais.
Arrivés en face de la vieille église, au bord de la Loire, dans un pré sur la droite, que l'on nomme aujourd'hui le pré des Martyrs, nous nous laissons placer comme des moutons conduits à la boucherie.
Des pionniers creusaient près de la haie, dans la partie la plus élevée, une immense fosse. (...) À la vue de cette fosse béante, une résolution subite me traversa l'esprit ; nous étions là douze jeunes gens voués à la mort, mais libres de nos mouvements, et sans un seul lien qui pût entraver notre fuite ; (...) Un coup d'œil est échangé entre mes camarades et, au même instant, par un élan subit, nous franchissons tous la fosse et prenons notre course à travers champs.
Une confusion inexprimable, l'hésitation, l'étonnement, la crainte de voir échapper un plus grand nombre de prisonniers empêchent de nous poursuivre.
Quelques centaines de coups de fusils sont tirés ; les balles atteignent huit de mes compagnons de fuite ; je m'échappe avec les trois autres, sautant les haies, les barrières, les fossés, sans regarder derrière moi, et courant en ligne droite jusqu'au château de la Bellière. »

Une lettre de Jean-Baptiste Félix, président de la commission militaire, laisse également penser que quelques exécutions par noyades aient pu avoir lieu dans la Loire :

« Fusiller c'est trop long : on dépense de la poudre et des balles. Angers, St-Florent, et d'autres endroits sont pleins de prisonniers, mais ils n'y restent pas longtemps : ils auront ainsi le baptême patriotique. »

## Bilan humain
Selon Jacques Hussenet, le nombre total des victimes des différentes fusillades n'est pas connu avec certitude, mais est généralement estimé à environ 2 000,. Ce bilan est également donné par Jean-Clément Martin.